# Epidemiología de la esclerosis múltiple en España
Ha habido 20 estudios de prevalencia e incidencia de la esclerosis múltiple en España con los siguientes resultados:
| ZONA         | AUTOR         | AÑO  | PREVALENCIA | INCIDENCIA |
| Cataluña     | Oliveras      | 1968 | 6.5         |            |
| Las Palmas   | Sosa          | 1983 | 6.2         | 0.6        |
| Cantabria    | Miró          | 1984 | 5.6         | 1.21       |
| Málaga       | Fernández     | 1986 | 10.9        |            |
| Aragón       | Barduzal      | 1987 | 9.1         | 0.7        |
| Salamanca    | Ruiz          | 1988 | 10.6        | 1.35       |
| Zamora       | Ruiz          | 1988 | 11.6        | 1.35       |
| Alcoi        | Martín        | 1988 | 17          | 2.9        |
| Osona        | Bufill        | 1988 | 18.7        |            |
| Cantabria    | Miró          | 1989 | 15.6        | 0.9        |
| Lanzarote    | García        | 1989 | 15          |            |
| Navarra      | Antón         | 1991 | 16.4        | 0.49       |
| Gijón        | Uría          | 1991 | 23.3        |            |
| Alcoi        | Ribera        | 1992 | 27.6        | 2.8        |
| Vélez-Málaga | Fernández     | 1994 | 53          |            |
| Segovia      | Pérez Sempere | 1995 | 56          | 3.2        |
| Osona        | Bufill        | 1995 | 58          |            |
| Teruel       | Modrego       | 1997 | 32          | 2.2        |
| Gijón        | Uría          | 1997 | 65          | 3.7        |
| Alcoi        | Mallada       | 1997 | 41.2        | 2.8        |

## Fuente
- Conferencias de epidemiología, Dr. Javier Mallada